# My Little Pony: Equestria Girls – Táncvarázslat
A My Little Pony: Equestria Girls – Táncvarázslat (eredeti cím: My Little Pony: Equestria Girls – Dance Magic) 2017-ben bemutatott amerikai–kanadai 2D-s számítógépes animációs rövidfilm, amelyet Ishi Rudell és Katrina Hadley rendezett. A rövidfilm az Én kicsi pónim: Varázslatos barátság animációs televíziós sorozathoz készült. A DHX Media készítette, a Hasbro Studios forgalmazta. Amerikában 2017. június 24-én mutatta be a Discovery Family csatorna. A magyar változat premierje 2017. december 28-án a Cseh Minimax magyar hangsávján volt. Magyarországon a tényleges magyar premierre 2018. február 19-én került sor a hazai Minimaxon.

## Ismertető
Rarity benevezi a Rainbooms-ot egy zenés videóversenyre, hogy pénzt gyűjtsenek az Everfree tábor felújítására. Eközben, a Kristály Prep Akadémia Shadowbolts csapata szintén feliratkozik ugyanarra a versenyre ellopva Rarity zenés videóötletét.

## Szereplők
| Szereplő         | Eredeti hang        | Magyar hang      |
| ---------------- | ------------------- | ---------------- |
| Twilight Sparkle | Tara Strong         | Vadász Bea       |
| Sunset Shimmer   | Rebecca Shoichet    | Simonyi Réka     |
| Rainbow Dash     | Ashleigh Ball       | Grúber Zita      |
| Applejack        | Ashleigh Ball       | Solecki Janka    |
| Pinkie Pie       | Andrea Libman       | Zsigmond Tamara  |
| Fluttershy       | Andrea Libman       | Szabó Zselyke    |
| Rarity           | Tabitha St. Germain | Molnár Ilona     |
| Spike            | Cathy Weseluck      | Seszták Szabolcs |
| Sour Sweet       | Sharon Alexander    | Haffner Anikó    |
| Sugarcoat        | Sienna Bohn         | Dögei Éva        |
| Sunny Flare      | Britt Irvin         | Vámos Mónika     |
| Lemon Zest       | Shannon Chan-Kent   | Dohy Erika       |

## Magyar változat
A szinkront a Minimax megbízásából a Subway Stúdió készítette.
- Magyar szöveg: Szirmai Hedvig
- Hangmérnök: Johannisz Vilmos
- Gyártásvezető: Terbócs Nóra
- Szinkronrendező: Kozma Attila
- Produkciós vezető: Kicska László
- Felolvasó: Németh Kriszta

## Dalok
| Dal         | Eredeti előadó                                                                  | Magyar előadó                                |
| ----------- | ------------------------------------------------------------------------------- | -------------------------------------------- |
| Dance Magic | Rebecca Shoichet, Ashleigh Ball, Shannon Chan-Kent, Kazumi Evans, Andrea Libman | Csuha Bori, Nádasi Veronika, Zsigmond Tamara |